# 伊斯皮卡
伊斯皮卡（義大利語：Ispica），是意大利拉古萨省的一个市镇。总面积113.5平方公里，人口15356人，人口密度135.3人/平方公里（2009年）。ISTAT代码为088005。